# 原忠三
原 忠三（はら ちゅうぞう、1917年3月24日 - 2014年12月15日）は、日本の政治家。山梨県甲府市長（2期）、山梨県議会議員（3期）。

## 来歴
山梨県出身。1933年、甲府市立商業学校(現・甲府市立甲府商業高等学校)卒。家業の製糸業に従事し、1946年、東京電力に入社する。1955年山梨県労連事務局長、1956年、同議長、1957年東電労組本部書記長を経て、1959年、山梨県議に当選。3期務め、1967年には副議長に就任した。1980年の第12回参議院議員通常選挙において山梨地方区から日本社会党公認で立候補したが落選した。1983年、甲府市長に当選、2期務めた。2014年に死去した。